# Rajko Rotman
Rajko Rotman (Maribor, 19 de marzo de 1989) es un futbolista esloveno que juega de centrocampista en el TUS Heiligenkreuz de la Landesliga.

## Selección nacional
Es internacional con la selección de fútbol de Eslovenia, con la que debutó, el 5 de junio de 2014, en un partido amistoso frente a la selección de fútbol de Uruguay, que terminó con derrota por 2-0 frente a Eslovenia.

## Clubes
| Club                      | País      | Año       |
| ------------------------- | --------- | --------- |
| N. K. Aluminij            | Eslovenia | 2007-2011 |
| N. K. Rudar Velenje       | Eslovenia | 2011-2014 |
| Estambul Başakşehir F. K. | Turquía   | 2014-2017 |
| Kayserispor (cedido)      | Italia    | 2017      |
| Göztepe S. K.             | Turquía   | 2017-2018 |
| Kayserispor (cedido)      | Italia    | 2018-2019 |
| Akhisar Belediyespor      | Turquía   | 2019-2021 |
| Tuzlaspor                 | Turquía   | 2021-2023 |
| Sakaryaspor               | Turquía   | 2023-2024 |
| TUS Heiligenkreuz         | Austria   | 2025-     |